# الجنة يمكن أن تنتظر (فلم)
الجنة يمكن أن تنتظر (بالإنجليزية: Heaven Can Wait) هو فيلم كوميدي تم إنتاجه في الولايات المتحدة وصدر في سنة 1943.

## الميزانية والإيرادات
بلغت تكلفة إنتاج الفيلم حوالي 1,115,000 دولار بينما حقق أرباحا تقدر بـ 2.5 مليون دولار (rentals).

### ترشيحات وجوائز
| السنة | الحدث  | الفئة     | النتيجة |
| ----- | ------ | --------- | ------- |
|       | أوسكار | أفضل فيلم | ترشـيـح |

## وصلات خارجية
- مقالات تستعمل روابط فنية بلا صلة مع ويكي بيانات